# BYD Qin
La BYD Qin (chinois : 比亚迪 秦 ; pinyin : Bǐyǎdí Qín), que l'on prononce Bi-A-Di Tchine, est une berline produite depuis fin 2013 par le constructeur chinois BYD. Le premier concept est présenté lors du salon automobile de Pékin en avril 2012. Dans la gamme BYD, elle succède à la F3 DM, la première voiture hybride rechargeable produite en série, lancée en 2008 mais peu vendue.
Il s'agit en fait de la version hybride rechargeable de la BYD Surui, une berline lancée en 2012 en Chine. En mars 2016, BYD lance une version 100% électrique de la Qin, nommée BYD Qin EV300.
En 2018, BYD lance un nouveau modèle, baptisé BYD Qin Pro, qui est vendu aux côtés de la première Qin.
Son nom fait référence à la dynastie impériale chinoise des Qin.
La voiture est également vendue en Amérique du Sud.

## Première génération (depuis 2013)

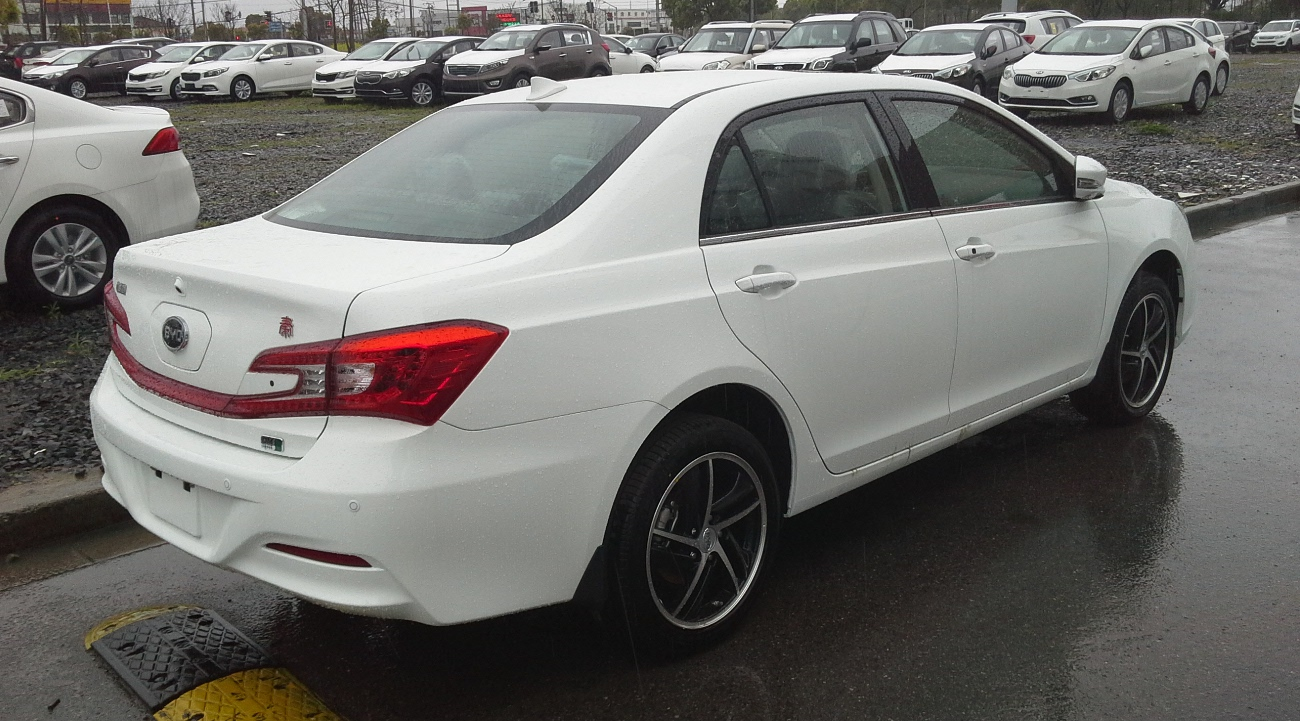
Arrière de la BYD Qin.

La première génération de Qin est présentée au Salon automobile de Pékin 2012 en tant que concept car et ayant comme objectif de remplacer la BYD F3 DM dont les ventes étaient trop faibles.
Véhicule hybride rechargeable, elle est équipée d'un moteur thermique essence 4 cylindres en ligne turbo de 1.5L couplé à deux moteurs électrique de 110 kW. La voiture dispose ainsi d'un batterie LiFePO4 (LFP) de 13 kWh pour stocker l'énergie électrique. Le choix de cette batterie est dû au fait qu'elle soit plus petite que celle utilisée dans la F3 DM et du fait qu'elle peut endurer jusqu'à 4 000 cycles en gardant au minium 80% de ses performances d'origine. Enfin, cette batterie ne contient pas de métaux lourds dangereux et toxiques. Grâce à cela, le coût est inférieur mais l'autonomie en est réduite en tout électrique (jusqu'à 70 kilomètres alors que la F3 DM pouvait rouler pendant 97 kilomètres). Sa consommation est estimée par le constructeur à 1.6L/100 km.
Bien que disposant d'une puissance cumulée de 291 ch, sa vitesse maximale est limitée à 185 km/h.
Niveau équipements, l'auto dispose d'un ordinateur de bord, 12 airbags, un correcteur de trajectoire, un capteur de pression des pneus et d'un radar de recul.

### Qin EV (2016- )

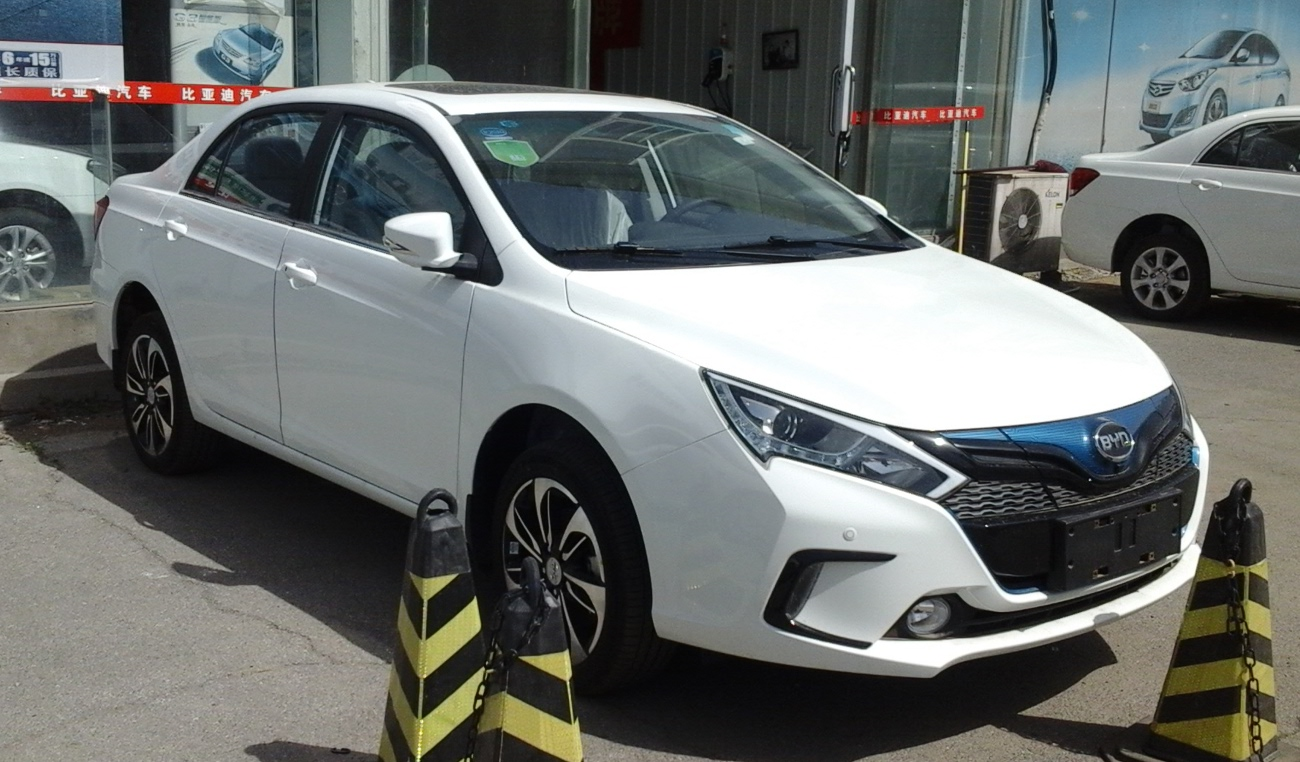
BYD Qin EV300.

En mars 2016, BYD lance une version 100% électrique de la Qin, baptisée Qin EV300, dotée d'un moteur électrique de 218 ch, ce qui lui permet une autonomie de 300 kilomètres et une vitesse maximale de 150 km/h. Début 2018, BYD améliore l'autonomie (estimée désormais à 450 km) de la Qin EV, rebaptisée pour l'occasion Qin EV450. Celle-ci adopte une nouvelle calandre et un intérieur amélioré avec l'arrivée d'un grand écran tactile.

## Deuxième génération (depuis 2018)

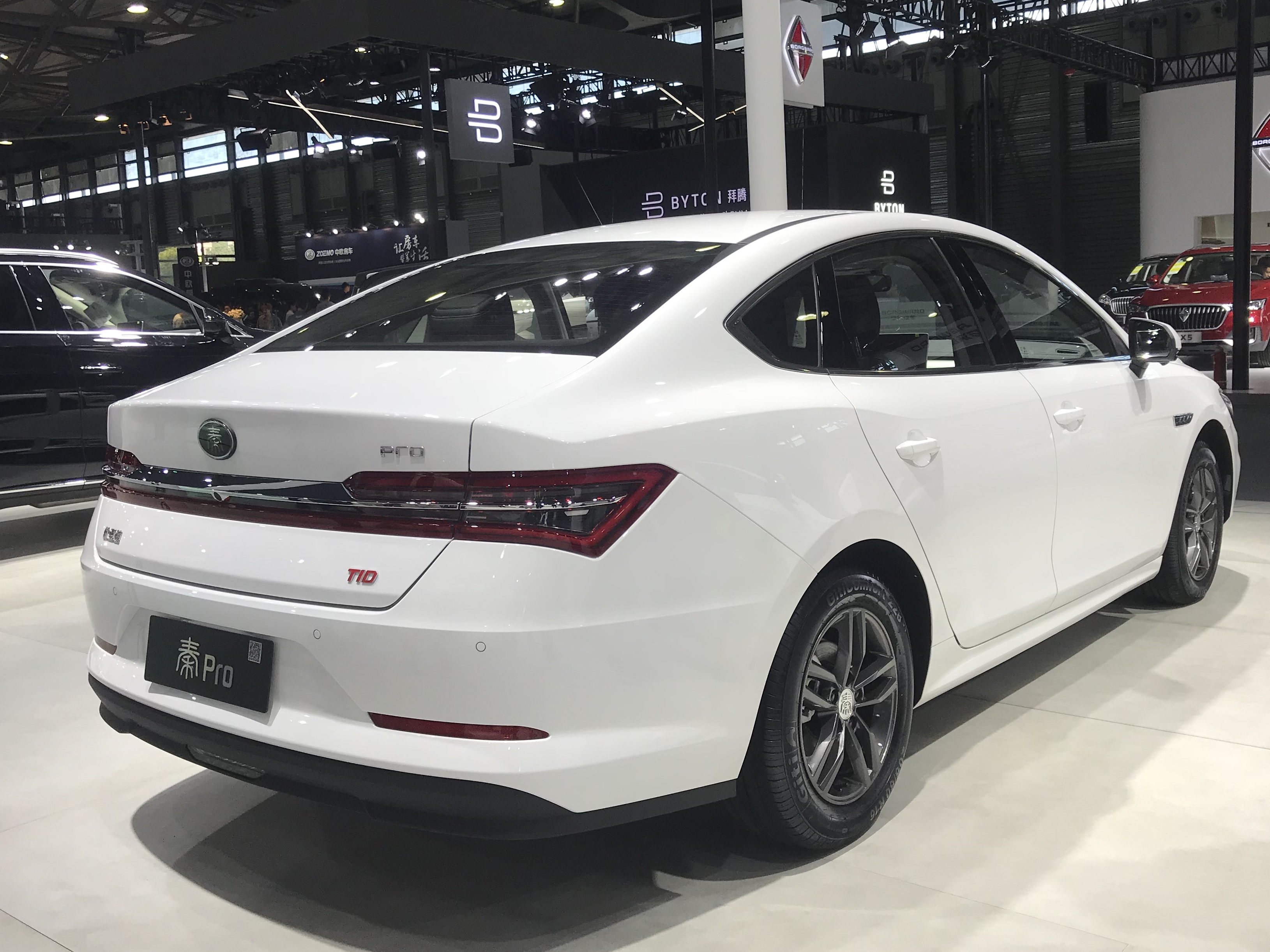
Vue arrière de la seconde génération.

BYD présente la Qin Pro au Salon automobile de Pékin en avril 2018 et la commercialise quelques semaines plus tard.
Contrairement à la précédente génération, elle peut être mue par des moteurs thermiques essence 4 cylindres en ligne 1,5 litre de 109 ch ou turbo de 154 ch. La version hybride rechargeable récupère le moteur essence de la Qin, couplé à un moteur électrique de 150 ch pour une puissance cumulée de 285 à 304 ch et vitesse maximale de 200 km/h.
Sa consommation est annoncée à 1 litre au 100 kilomètres.
La voiture est équipée d'éléments de sécurité développés tels que le freinage automatique, un système d'adaptation de la vitesse en fonction de la circulation et d'une structure en acier très rigide.

## Production et ventes
En 2014, la Qin était la voiture hybride la plus vendue en Chine et la 10e dans le monde.
En mai 2015, le 25000e exemplaire est vendu, ce qui en fait la 7e voiture hybride à franchir ce cap. Cette même année, elle devient la 2e voiture hybride la plus vendue dans le monde.
En avril 2016, la 50000e Qin est vendue.
Au total, en septembre 2018, on dénombre les ventes de Qin, tous modèles confondus à 124 384 unités.
En 2023, le BYD Qin a été vendu 456 306 fois dans le monde, dont 126 469 unités électriques à batterie.